# 597
597 (DXCVII) var ett normalår som började en tisdag i den julianska kalendern.

## Händelser

### Okänt datum
- Augustinus av Canterbury blir den förste ärkebiskopen av Canterbury.

## Födda
- Kejsar Kōtoku, Japan

## Avlidna
- 9 juni – Columba, irländsk abbot och missionär.
- 8 december - Fredegund, frankisk drottning och regent.